# Marcelo Otero
Marcelo Alejandro Otero Larzábal (Montevidéu, 14 de abril de 1971) é um ex-futebolista uruguaio que atuava como atacante.
Ele é irmão mais novo do ex-volante e zagueiro Raúl Otero.

## Carreira
Otero é idolo do Vicenza da Itália, ele integrou a Seleção Uruguaia de Futebol na Copa América de 1995.

## Títulos
Peñarol
- Campeonato Uruguaio: 1993, 1994 e 1995

Seleção Uruguaia
- Copa América: 1995

Vicenza
- Copa da Itália: 1996–97

Sevilla
- Campeonato Espanhol – Segunda Divisão: 2000–01